# Ирина Венгерская
Ирина (имя при рождении — Пирошка (венг. Piroska), в монашестве Ксения; ок. 1088 — 13 августа 1134) — жена византийского императора Иоанна II Комнина. Канонизирована Православной церковью в лике преподобных, память 13 августа (по юлианскому календарю).

## Жизнеописание
Родилась примерно в 1088 году в Эстергоме в семье короля Ласло I и Аделаиды Швабской. В 1090 году лишилась матери, а в 1095 году скончался и её отец. Венгерский трон наследовал Коломан (Кальман Книжник), который стал опекуном осиротевшей принцессы. Год рождения Пирошки (от латинского имени Приск) определяется примерно по тому, что первого ребёнка она родила в 1106 и вряд ли могла быть старше мужа, который родился в 1087. Источники не упоминают имени её родителей, отметив только, что она была дочерью венгерского короля, «Ungrorum principis filia». Король Коломан исключается из рассмотрения только потому, что его первый известный брак состоялся в 1097 году.
Стремясь улучшить отношения с Византийской империей, Коломан выдал Пирошку замуж за сына правящего императора Алексея I Комнина, Иоанна, который с 1092 года был соправителем и являлся наследником императорского престола. Несмотря на нежелание принцессы, свадьба состоялась в 1104 году. Венгерская принцесса приняла православие и была наречена Ириной.
Поселившись при дворе в Константинополе, Ирина вела тихую и благочестивую жизнь, не вмешиваясь в политику даже после того, как её супруг в 1118 году стал императором. Царица отдавала много времени воспитанию своих восьми детей. Прославилась своей благотворительностью и опекой венгерских паломников, направлявшихся в Святую землю. Вместе с мужем основала в Константинополе храм и монастырь Спаса Вседержителя.
Ирина перед смертью приняла постриг под именем «Ксения». Скончалась 13 августа 1134 года, была погребена в основанном ею монастыре. Эпитафию Ирине написал поэт Феодор Продром.

## Дети
- Алексей Комнин (1106—1142), соимператор Иоанна II
- Мария Комнина (1106 — до 1151), сестра-близнец Алексея, жена Иоанна Далассина, кесаря Рожера
- Андроник Комнин (1108—1142), умерший от болезни одновременно со старшим братом во время одного из военных походов.
- Анна Комнина (родилась в 1110 году), замужем за Стефаном Контостефаном
- Исаак Комнин (ок. 1115 — после 1154), женатый первым браком (1134 год) на Феодоре Камтерине (умерла в 1144 году), вторым — на Ирине Диплосинадине
- Феодора Комнина (родилась в 1116 году), замужем за Мануилом Анемом
- Мануил I Комнин (1118—1180), император Византии с 1142 года
- Евдокия Комнина[болг.] (родилась в 1116 году), замужем за Феодором Ватацем